# Fußball-Bezirksklasse Württemberg (1933–1945)
Die Bezirksklasse Württemberg (ab 1940 1. Klasse Württemberg) war die zweitklassige Fußballliga im Sportgau Württemberg in der Zeit des Nationalsozialismus. Sie diente als Unterbau der Gauliga Württemberg. Die einzelnen Abteilungssieger der Bezirksklasse trafen in einer Aufstiegsrunde aufeinander, um zwei Aufsteiger zur erstklassigen Gauliga Württemberg auszuspielen.

## Geschichte
Nach der durch die Gleichschaltung bedingten Auflösung des Süddeutschen Fußball-Verbands 1933 wurden die Mannschaften aus Württemberg und Bayern (Region um Ulm) in den Sportgau XV Württemberg eingeordnet. Die in der Saison 1932/33 bestplatzierten württembergischen Vereine der Süddeutschen Fußballmeisterschaft erhielten einen Startplatz in der erstklassigen Gauliga, die restlichen Vereine wurden in die unteren Ligen eingeordnet.
Die Bezirksklasse Württemberg startete 1933/34 in drei Staffeln (West, Süd, Ost) zu je zwölf teilnehmenden Mannschaften. Zur Spielzeit 1934/35 wurde der Spielbetrieb umstrukturiert, es gab fortan sechs Abteilungen (1 Unterland, 2 Stuttgart, 3 Hohenzollern, 4 Schwarzwald, 5 Bodensee, 6 Alb) zu je maximal zehn Vereinen. Mit dem Anschluss Österreichs wurde zur Saison 1938/39 die Abteilung Bodensee um die Vorarlberger Vereine erweitert und hieß Bodensee-Vorarlberg. Dafür wechselten die Vereine um Biberach und Ulm in den Gau Bayern, kamen jedoch bereits in der kommenden Spielzeit wieder ins Gaugebiet Württemberg zurück. Kriegsbedingt wurden die sechs Spielklassen 1939/40 nochmals unterteilt, jede Abteilung spielte fortan in zwei Staffeln, deren Sieger dann in zwei Entscheidungsspielen den jeweiligen Abteilungssieger ausspielten.

## Spielzeiten der Bezirksklasse Württemberg 1933–1945
Fettgedruckte Mannschaften setzten sich in der Aufstiegsrunde durch und stiegen zur kommenden Spielzeit in die erstklassige Gauliga auf.
| Saison  | Sieger Staffel West    | Sieger Staffel Süd | Sieger Staffel Ost |
| ------- | ---------------------- | ------------------ | ------------------ |
| 1933/34 | Sportfreunde Esslingen | SpVgg Trossingen   | 1. Göppinger SV    |

| Saison  | Sieger Abteilung 1 Unterland | Sieger Abteilung 2 Stuttgart | Sieger Abteilung 3 (Hohen)zollern | Sieger Abteilung 4 Schwarzwald | Sieger Abteilung 5 Bodensee a | Sieger Abteilung 6 Alb |
| ------- | ---------------------------- | ---------------------------- | --------------------------------- | ------------------------------ | ----------------------------- | ---------------------- |
| 1934/35 | FV Zuffenhausen              | SpVgg Cannstatt              | FC 1910 Tailfingen                | VfR Schwenningen               | VfB Friedrichshafen           | VfR Heidenheim         |
| 1935/36 | Union Böckingen              | VfR Gaisburg                 | FV 09 Nürtingen                   | SpVgg Trossingen               | FC Mengen                     | 1. Göppinger SV        |
| 1936/37 | FV Salamander Kornwestheim   | SpVgg Untertürkheim          | FV 09 Nürtingen                   | VfR Schwenningen               | FV Ulm 1894                   | FV Geislingen          |
| 1937/38 | SV Feuerbach                 | SpVgg Cannstatt              | SV 03 Tübingen                    | SpVgg 08 Schramberg            | FV Kickers Vöhringen          | 1. Göppinger SV        |
| 1938/39 | SpVgg Heilbronn              | VfL Sindelfingen             | Sportfreunde Esslingen            | VfR Schwenningen               | FC Lustenau 07                | VfR Aalen              |
| 1939/40 | SpVgg 07 Ludwigsburg         | SpVgg Untertürkheim          | Sportfreunde Esslingen            | SV Spaichingen                 | Eintracht Neu-Ulm             | 1. FC Eislingen        |
| 1940/41 | VfR Heilbronn                | Polizei-SV Stuttgart         | VfB Kirchheim                     | SC Schwenningen                | VfB Friedrichshafen           | 1. Göppinger SV        |

Die genaue Einteilung der Spielklassen ab 1941/42 ist nicht überliefert, folgende Mannschaften nahmen an der Aufstiegsrunde teil:
- 1941/42
  - Union Böckingen
  - FV Zuffenhausen
  - SpVgg 08 Schramberg
  - SSV Reutlingen 05
  - TSV Fischbach
  - VfB Oberesslingen

- 1942/43
  - FV Zuffenhausen
  - SpVgg 08 Schramberg
  - SpVgg Heilbronn
  - TSVgg Stuttgart-Münster
  - 1. Göppinger SV
  - 1. FC Normannia Gmünd
  - 1. SSV Ulm

- 1943/44
  - SpVgg 08 Schramberg
  - SpVgg Heilbronn
  - Stuttgarter SC
  - SpVgg 07 Ludwigsburg
  - Sportfreunde Esslingen
  - 1. SSV Ulm
  - 1. FC Normannia Gmünd
  - FV Ravensburg
  - 1. FC Eislingen